# Azupiranu
 (août 2021).
Azupiranu (𒌑𒄯𒊕/ Šamḫurrēšu ) était une ville de l'ancienne Mésopotamie. Son emplacement est inconnu. Dans un texte néo-assyrien prétendant être l'autobiographie de Sargon d'Akkad, Azupiranu est donné comme lieu de naissance de Sargon et décrit comme « situé sur les rives de l'Euphrate ». Azupiranu est un nom akkadien signifiant « ville du safran ». 
Le bourg (qui n'était probablement pas une cité indépendante) existait au moins depuis le XXIVe siècle avant notre ère. Il est probable qu'il existait déjà avant.